# Inger Miller
Inger Miller (* 12. Juni 1972 in Los Angeles, Kalifornien) ist eine ehemalige US-amerikanische Sprinterin, die zu den schnellsten Kurzstrecklerinnen der Welt zählte.
Miller besuchte von 1990 bis 1994 die kalifornische Muir High School und anschließend das College Southern California. Ihre sportliche Laufbahn begann Miller 1988 als Dritte im 200-Meter-Lauf bei den Jugendwettbewerben ihrer High School.
Die US-amerikanische Weltklassesprinterin (1,63 m groß und ca. 55 kg schwer) gehörte zu den weltbesten Sprinterinnen der 1990er-Jahre. Ihre Spezialdisziplinen waren die 100 und 200 Meter. 1999 wurde Miller Weltmeisterin in der 200-Meter-Disziplin. Im 4-mal-100-Meter-Wettbewerb gewann sie 1996 olympisches Gold und ein Jahr später mit der Staffel auch Gold bei den Weltmeisterschaften.
Bei den Hallenweltmeisterschaften 1999 gewann Miller über 60 Meter Bronze. Bei der Dopingkontrolle wies sie aber einen zu hohen Koffeinwert auf. Die Medaille wurde wieder aberkannt und sie wurde verwarnt.
Ihre letzten Erfolge waren im Jahr 2003 der zweite Platz bei den Weltmeisterschaften mit der 4-mal-100-Meter-Staffel in Paris/Saint-Denis und im Juli 2004 bei den US-Meisterschaften in der 200-Meter-Disziplin. Am 9. April 2005 gewann Miller bei den Texas Relays in Austin in der US-Frauen-Staffel zusammen mit Angela Daigle, Lauryn Williams und LaTasha Colander mit einer Zeit von 43,36 s den ersten Platz.
Ihre beiden wichtigsten Bezugspersonen in sportlicher Hinsicht waren ihr Trainer John Smith und ihr Manager Emanuel Hudson. Miller trainierte in ihrem Sportclub „Nike“ in Kalifornien. Ihr Vater Lennox Miller war ebenfalls ein bekannter jamaikanischer Leichtathlet und Zweiter im 100-Meter-Finale bei den Olympischen Spielen 1968 in Mexiko-Stadt. Inger Miller lebt in Van Nuys in Kalifornien.